# 原田もも子
原田 もも子（はらだ ももこ、1994年1月27日 - ）は、埼玉県出身の女優、元アイドル。アンカット所属。

## 人物
身長162cm。体重46kg。
趣味は舞台鑑賞、カフェ巡り、アメコミグッズ収集、アニメ鑑賞。
特技はフラダンス、MC。
桐朋学園芸術短期大学ストレートプレイコース卒。大学在学時にはアイドルグループの一員としても活動していた。

## 出演作品

### テレビドラマ
- 連続ドラマW（WOWOW）
  - アキラとあきら（2017年） - 受付嬢
  - 監査役野崎修平
    - 監査役 野崎修平（2018年） - 行員
    - 頭取 野崎修平 第3、4話（2020年） - 日雲商事社員
- 木ドラ25 / さぼリーマン甘太朗 第4話（2018年、テレビ東京） - エアロビダンサー
- ウルトラシリーズ（テレビ東京）
  - ウルトラマンジード 最終話（2017年） - 看護師
  - ウルトラマンR/B 第1、2話（2018年） - 女性レポーター
- 透明なゆりかご 第6話（2018年、NHK） - 産婦
- 金曜ナイトドラマ（テレビ朝日）
  - dele（2018年） - 社員
  - 愛しい嘘〜優しい闇〜 第3話（2022年） - 黒川
- 大河ドラマ / 西郷どん（2018年、NHK） - 磯田屋遊女
- 日曜劇場 / 下町ロケット 第6話（2018年、TBS） - 学生
- プレミアムドラマ / 幕末グルメ ブシメシ!2 第6話（2019年、NHK BSプレミアム） - 美女
- 相棒 Season18 第16話（2020年、テレビ朝日） - 堀内真由子
- 仮面ライダーゼロワン 第42話（2020年、テレビ朝日） - ヒューマギア[2] ※ノンクレジット
- プラチナイト / オクトー 〜感情捜査官 心野朱梨〜 第2話（2022年、日本テレビ） - 看護師
- オシドラサタデー / ハマる男に蹴りたい女（2023年、テレビ朝日） - 社員

### 映画
- 心が叫びたがってるんだ。（2017年、アニプレックス） - 携帯ゲームCMの女の子
- 検察側の罪人（2018年、東宝）
- 累-かさね-（2018年、東宝） - 演出部員
- 半世界（2019年、キノフィルムズ） - 放送の声

### 舞台
- 柿喰う客×パルテノン多摩「たまらんファウスト」（2014年）
- ジェットラグプロデュース「みんなのうた」（2015年）
- 江古田のガールズ「おかしな2人」（2015年）

### CM
- ナノブロックでシェアしよう! - カップル
- 伊藤園 わたしのお茶「お〜いお茶 ほうじ茶」
- NTTドコモ「d払いサービス紹介動画」 - カフェ店員
- 玉川衛材「Fitty毎日がフレッシュ篇」 - OL
- ライオン Ban汗ブロック「ワキ汗、出るまえブロック篇」
- ラウンドワン LIVE「LIVEde指定マッチング」 - 先輩
- こくみん共済coop 「みんなの本音編 終身医療保障タイプ」
- ガリバーフリマ「フリマ購入編秋ver」
- 花王 ビオレ「私たちはビオレ」
- Jabra Speak - 後輩
- ダイハツ工業「新ハイゼットシリーズ2021」 - 電気工
- アクサ生命保険「健康経営アクサ式『想いの連鎖-従業員の気持ち篇』」 - 女性社員

### MV
- SCREEN mode 「DISTANT GOAL」（2017年）
- SEESAW 「弾丸アラート」（2021年）

### 配信ドラマ
- RIDER TIME 仮面ライダー龍騎 EPISODE 3（2019年、ビデオパス） - 小川恵里

### WEB
- マイナンバーカードの健康保険証利用（マイナ保険証）「もっと詳しく! なんでだろうスペシャルムービー」 - OL
- 三井住友銀行 WEBムービー「効率重視・納得消費篇」 - 店員
- セイコードリームスクエア「オンラインコンシェルジュ紹介動画」 - 妻
- 東京カレンダー 〜港区おじさん〜 踊る西麻布編 第77話（YouTube） - モデル

### イベント
- 第34回「伝統的工芸品月間国民会議全国大会東京大会花魁道中」 - 新造
- 第46回「東京モーターショー2019SUZUKIブース」 - ステージナレーター